# 德爾亥鎮區 (明尼蘇達州雷德伍德縣)
德爾亥鎮區（英語：Delhi Township）是位於美國明尼蘇達州雷德伍德縣的一個行政鎮區。

## 地方資料
德爾亥鎮區的面積為85.92平方千米，當中陸地面積為85.24平方千米，而水域面積為0.68平方千米。根據2020年美國人口普查的數據，當地共有人口292人，而人口密度為每平方千米3.4人。